# Schlöben
Schlöben ist eine Gemeinde im thüringischen Saale-Holzland-Kreis. Erfüllende Gemeinde ist Bad Klosterlausnitz.

## Geografie

### Lage
Schlöben und die Gemarkung des Ortes liegen am südlichen Fuß des geschichtsträchtigen Bergstockes Wöllmisse und nördlich der Bundesautobahn 4, die hier im Tal der Roda von Eisenach zum Hermsdorfer Kreuz führt. Durch den Ort verlaufen die Landesstraße 1095 und die Kreisstraße 119. Sie waren früher ein Handelsweg in Richtung Bürgel, um dort die Gleisefurt Quere in Richtung Leipzig und Altenburg zu queren.

### Gemeindegliederung
In der Gemeinde gibt es sechs Dörfer: Gröben, Rabis, Trockhausen, Mennewitz, Schlöben, Zöttnitz.

## Geschichte
Einer der ältesten Hohlwulst-Funde aus der Bronzezeit stammt von 1856 aus Schlöben. Urkundlich wurde Schlöben am 18. Februar 1190 erstmals erwähnt.

## Kultur und Sehenswürdigkeiten

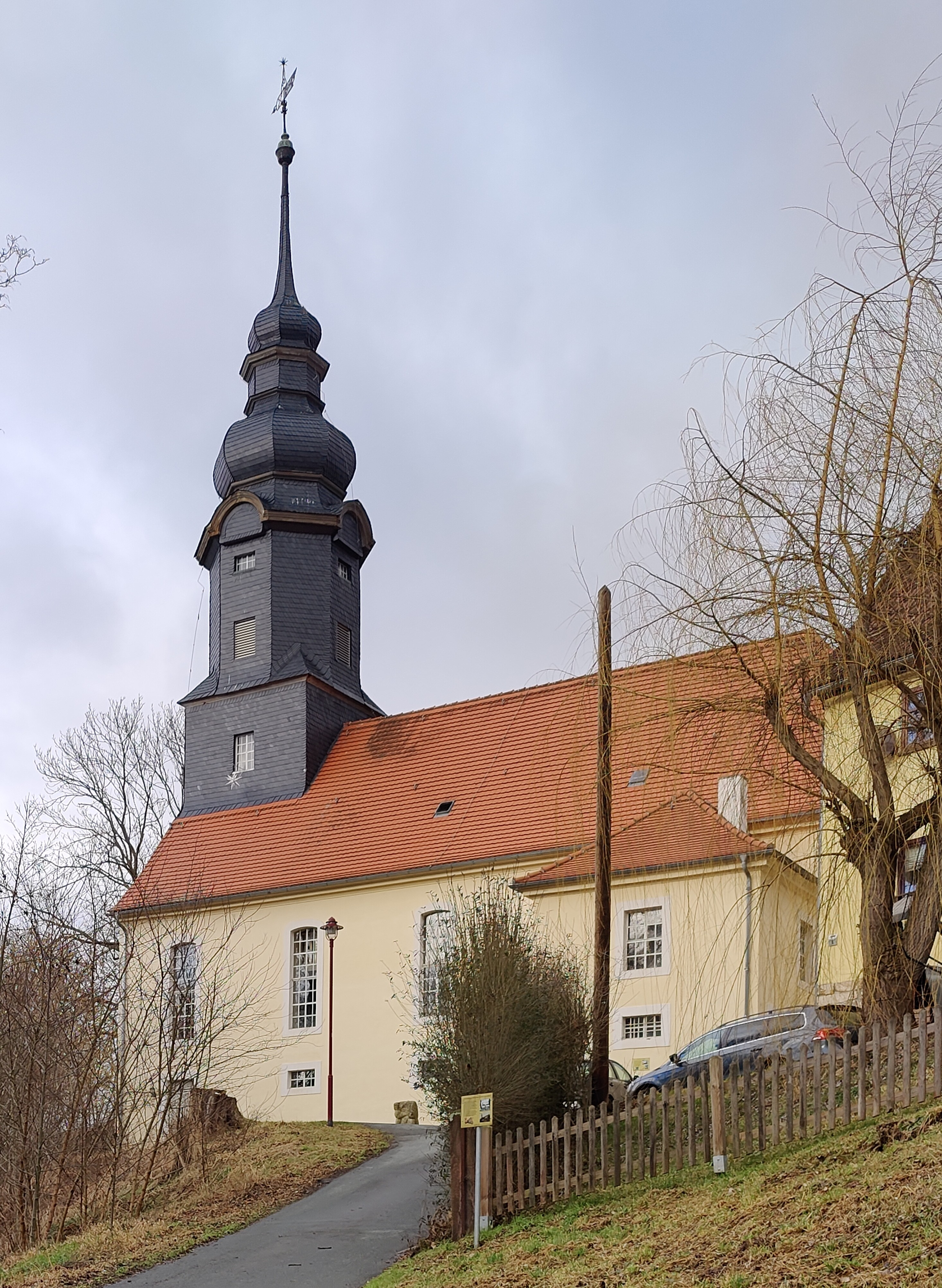
Dorfkirche Schlöben

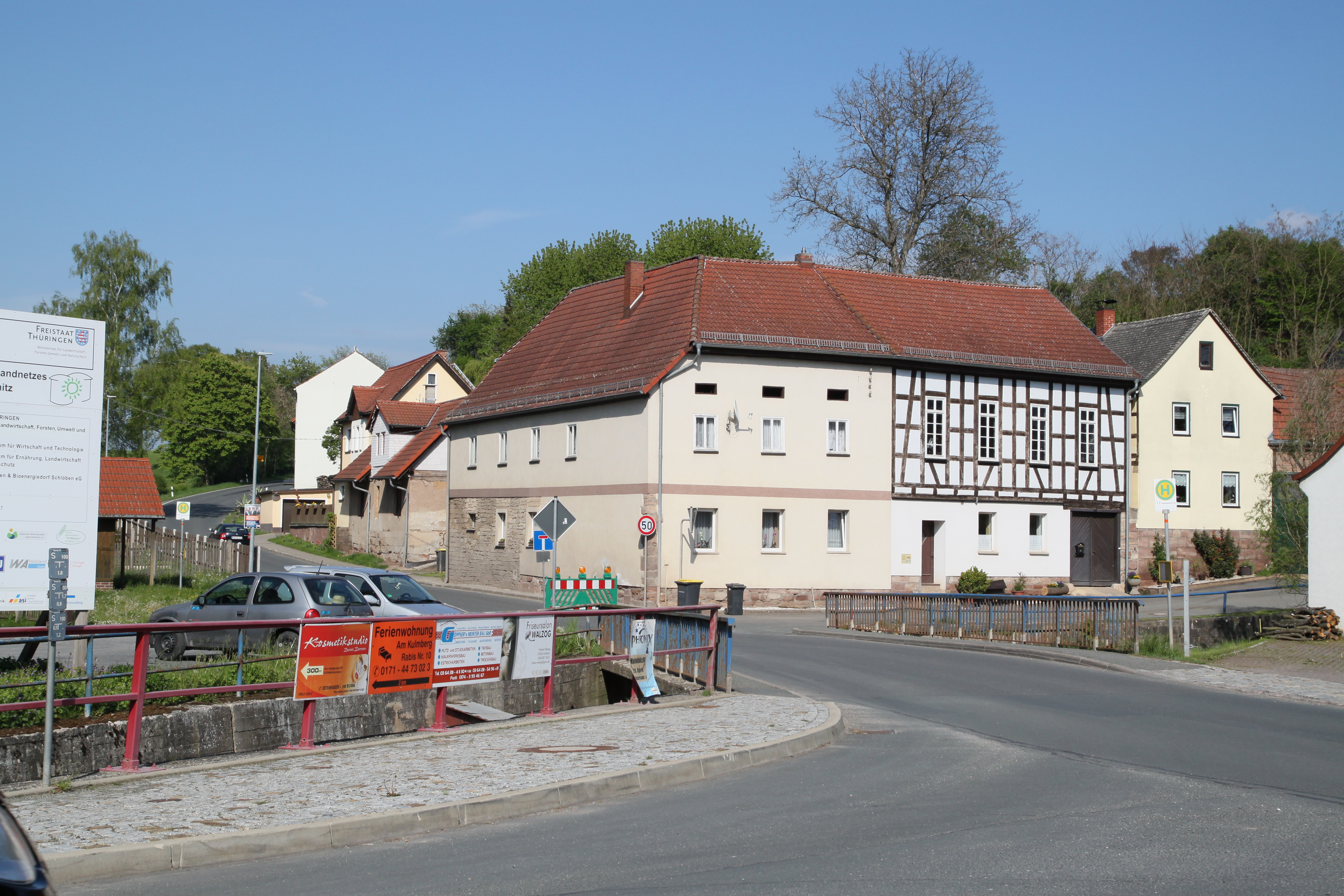
Dorfstraße Schlöben

In der Ortslage findet man eine Niederungsburg im Tal neben der Straße. Der Innenbereich, der von einem Wassergraben geschützt wird, nennt man „Herrenhaus“ – also Gutshaus. Der noch heute sichtbare Rest der Bausubstanz geht auf die Erneuerung der Familie von Hardenberg nach dem Großbrand von 1736 zurück. Die Hardenbergs waren lange Besitzer der damaligen Anlage und der Dichter Novalis verbrachte hier mehrere Kindheitsjahre. Ein Heinrich von Schlöben wurde bei den Lobdeburgern erwähnt.
An der Landstraße nordöstlich von Schlöben in Richtung Schöngleina steht ein Steinkreuz. Nach der Überlieferung soll hier ein Fleischer zu Tode gekommen sein.
Westlich des Wasserspeichers Podelsatz am geneigten Hang befindet sich die wüste Dorfstelle Ladnitz. Die dazugehörende Wasserburg wurde beim Bau des Wasserspeichers ausgegraben. Man fand hochmittelalterliche Gefäße. Dieses Anwesen war ab 1216 urkundlich erwähnt. Im 14. Jahrhundert verlor die Burg als Adelssitz Bedeutung und wurde Vorwerk bis ins 15. Jahrhundert.
Über der Scheermühle bei Podelsatz liegt eine gut erhaltene, die natürlichen Voraussetzungen nutzende Wallanlage. In der Anlage befinden sich weitere Gräben und Hügel. Es könnte eine Fliehburg gewesen sein. In der Nähe befand sich aber auch die Wüstung Ladenitz.
Der Fundplatz eines früheisenzeitlichen Hortes befindet sich am Südrand der Wöllmisse auf einem Bergsporn über dem Dorf Rabis. Dort wurden Bronze- und Eisengegenstände gefunden.
Eine Höhenburg befand sich etwa einen Kilometer südlich des Dorfes Gröben an der Westflanke des Forstberges.

## Wirtschaft
Die 2009 gegründete Bioenergiedorf Schlöben eG verfolgt das Ziel, die Wärme- und Stromversorgung aus erneuerbaren Energiequellen (Biomasse) zu realisieren. Die Biogasanlage besteht aus mehreren Silos, einem Blockheizkraftwerk in Mennewitz und zwei Blockheizkraftwerken in Schlöben selbst, die die Grundlastversorgung übernehmen. Bei weiterem Energiebedarf kann unterstützend eine Hackschnitzel-Heizanlage zugeschaltet werden. Die Energiequelle in Mennewitz wird via Pipeline über Zöttnitz nach Schlöben geleitet. Von hier aus verteilt sich das Nahwärmenetz und versorgt 86 Abnehmer (Stand 02/2012).

## Persönlichkeiten
- Samuel Rodigast (1649–1708), Kirchenliederdichter
- Friedrich August von Hardenberg (1700–1768), Politiker, Staatsmann und Minister; als Kirchenpatron finanzierte er die heutige Kirche Schlöben samt Orgel
- Ernst Ludwig Rathlef (1712–1768), Theologe
- Heinrich Ulrich Erasmus von Hardenberg (1738–1814), kursächsischer Salinendirektor und Gutsbesitzer
- Novalis (1772–1801), Frühromantiker, wuchs längere Zeit hier auf
- Anton von Hardenberg (1780–1825), Landrat des Mansfelder Gebirgskreises
- Askan Freiherr von Hardenberg (1861–1916), Land- und Staatsrat in Sachsen-Altenburg